# With a Little Help from His Friends
With a Little Help from His Friends è un album discografico di Hank Cochran, pubblicato dalla casa discografica Capitol Records nel 1978.

## Tracce
Lato A
1. Willie (con Merle Haggard) – 2:54 (Glenn Martin)
2. Heaven Was a Drink of Wine – 3:04 (Whitey Shafer)
3. Whatcha Think About That (con Jack Greene e Jeannie Seely) – 2:29 (Hank Cochran, Lillian B. Cochran)
4. I'm Behind the Bottle (con Jeannie Seely) – 3:23 (Ray Pennington)
5. Am I Gonna Have to Burn Atlanta Down (con Jack Greene e Jeannie Seely) – 2:42 (Dave Kirby)

Lato B
1. Ain't Life Hell (con Willie Nelson) – 2:19 (Hank Cochran)
2. Uphill All the Way (con Jeannie Seely) – 2:28 (Hank Cochran)
3. He Ain't Country – 2:50 (Roy Stamps, John Mullins)
4. I'm Going with You This Time (con Jeannie Seely) – 2:13 (Hank Cochran, Jack Greene)
5. Too Late (con Merle Haggard) – 2:30 (Jimmy Wakely)

## Musicisti
- Hank Cochran - voce
- Merle Haggard - voce (brani: Willie e Too Late)
- Jack Greene - voce (brani: Whatcha Think About That e Am I Gonna Have to Burn Atlanta Down)
- Jeannie Seely - voce (brani: Whatcha Think About That, I'm Behind the Bottle, Am I Gonna Have to Burn Atlanta Down, Uphill All the Way e I'm Going with You This Time)
- Willie Nelson - voce (brano: Ain't Life Hell)
- Altri musicisti non accreditati

Note aggiuntive
- Glenn Martin - produttore (per la Merle Haggard Productions in associazione con la Steve Stone Productions, Inc.)
- Roy Kohara - art direction
- Roger Carpenter - design album (Rod Dyer, Inc,)
- Bob Maile - lettering
- Ringraziamenti speciali a: Dave Kirby e Chuck Howard[3]